# Pentametrocrinidae
Famille
Les Pentametrocrinidae sont une famille de comatules abyssales.

## Description et caractéristiques
Crinoïdes abyssaux non pédonculés, ils s'accrochent au substrat par de longs cirres mobiles en forme de griffes et sont capables de se déplacer en rampant.
Ces comatules ont cinq (pour le genre Pentametrocrinus) ou dix (pour le genre Thaumatocrinus) bras non divisés, reposant sur autant de plaques radiales. On note une synarthrie entre les brachiales 1 et 2, et une syzygie entre les 4 et 5. Les premières pinnules sont sur les 2e brachiales (ou 5e sur certaines Pentametrocrinus), et toutes sont de section arrondie, avec des plaques de couverture et des sacculi.

## Liste des genres
Selon World Register of Marine Species (17 juin 2014) :
- genre Pentametrocrinus AH Clark, 1908
- genre Thaumatocrinus Carpenter, 1883

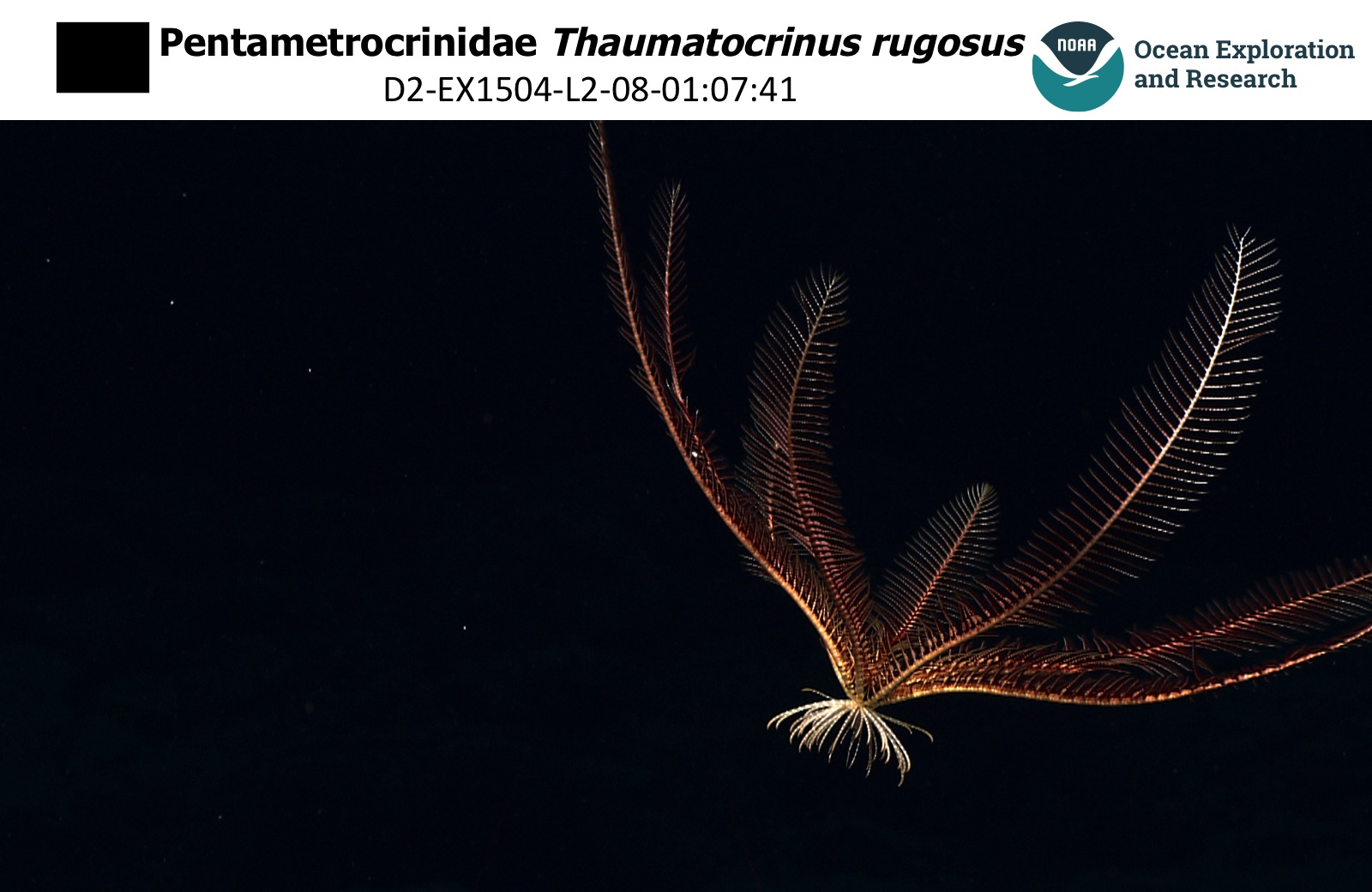
Thaumatocrinus rugosus à plusieurs milliers de mètres de profondeur dans les abysses au large d'Hawaii.